# Gambia, the Smiling Coast
 (mars 2016).
Pour plus de détails, voir Fiche technique et Distribution.
Gambia, the Smiling Coast est un film réalisé en 2010.

## Synopsis
Ce documentaire plonge dans les arcanes du tourisme en Gambie, montrant à la fois ses bienfaits et ses méfaits. Cette industrie est en effet une source essentielle de revenus dans ce pays d’Afrique de l’Ouest, mais ses travers sont nombreux : tendance à la mendicité, tourisme sexuel, recherche de moyens de migration… Un commerce pernicieux qui ne profite qu’à quelques-uns et dont le paroxysme est le tourisme de la pauvreté.

## Fiche technique
- Réalisation : Daniel Verdín Castro
- Production : Fisheyefilms
- Scénario : Daniel Gómez Sánchez
- Son : Fisheyefilms
- Musique : Pablo Salinas
- Montage : Daniel Verdín Castro